# Coddflaska

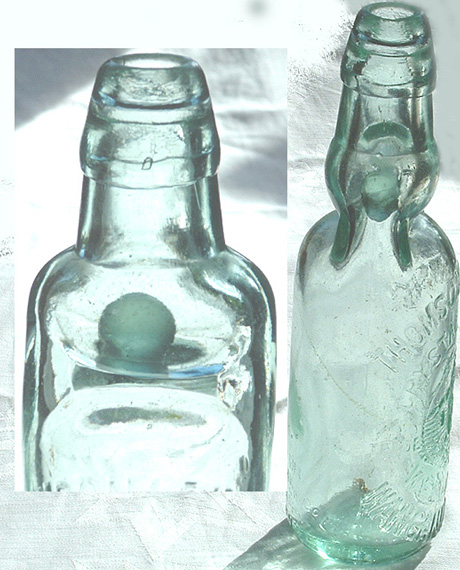
Flaskan med sin glaskula.

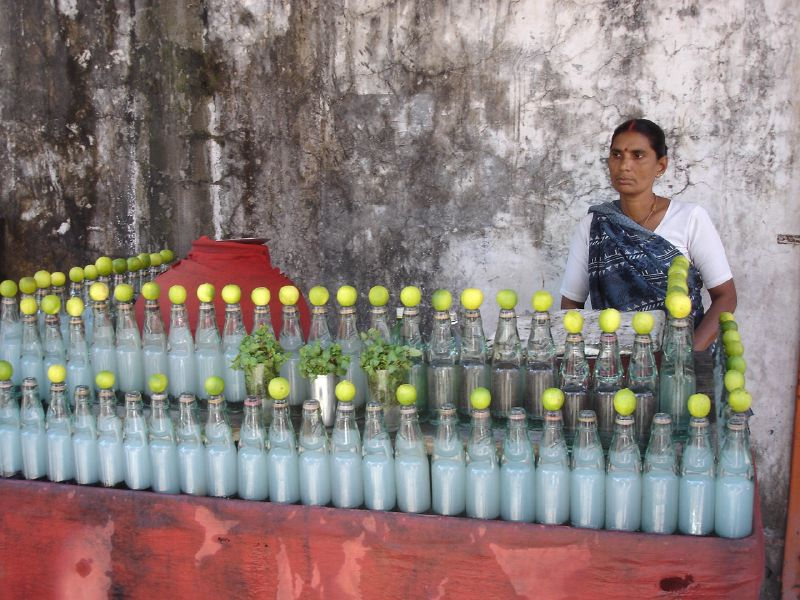
Försäljning av läskedrycker i coddflaskor i Indien

Coddflaska är en typ av flaska som används för kolsyrade drycker. Flaskan förslutes med en kula som är större än halsens mynning och som hålls på plats av gastrycket. För att tömma flaskan petas kulan ner i flaskan, eventuellt till en avsmalning av halsen eller utrymme så att kulan inte tätar när flaskan vänds. Flaskan fylls upp-och-nedvänd och går inte att återförsluta efter att den börjat tömmas. Flaskorna diskas och återanvänds men många flaskor slås sönder av barn som vill få tag i flaskans kula. Förslutningen används fortfarande (2022) i Indien till den lokala läskedrycken Banta som kolsyras och säljs av gatuförsäljare. I Japan använder läskedryckstillverkaren Ramune coddflaskor.

## Historia
År 1872 designade och patenterade den brittiska läskedrycksmakaren Hiram Codd från Camberwell, Surrey, flaskan för kolsyrade drycker. Efter uppfinnaren och den karaktäristiska halsen kallas den Codd-neck-bottle på engelska, ungefär "Coddhalsflaska".